# Verrières-le-Buisson
Verrières-le-Buisson är en kommun i departementet Essonne i regionen Île-de-France i norra Frankrike. Kommunen ligger i kantonen Bièvres som tillhör arrondissementet Palaiseau. År 2022 hade Verrières-le-Buisson 14 772 invånare.

## Befolkningsutveckling
Antalet invånare i kommunen Verrières-le-Buisson
| Referens: INSEE |